# Hispanie ultérieure

Hispanie en 197 av. J.-C..

L'Hispanie ultérieure (en latin, Hispania Ulterior) est l'une des deux provinces créées par la République romaine après la division de ses territoires ibériques à la suite de la victoire romaine sur Carthage lors de la deuxième guerre punique. L'autre est l'Hispanie citérieure.

## Présentation

Division de l'Hispanie ultérieure en Bétique (Baetica) et Lusitanie (Lusitania) vers 19 av. J.-C..

L'Hispanie ultérieure couvre approximativement l'actuelle Andalousie et le sud du Portugal actuel. L'administration de la province est installée à Cordoue.
Plus tard, sous Auguste, la province est scindée en deux entités distinctes : la Bétique et la Lusitanie.